# Lloyd (Montana)
Lloyd é uma comunidade não incorporada no condado de Blaine, no estado do Montana, nos Estados Unidos. Tem uma estação de correios com o código zip 59535.